# 劳兴瓦尔特
劳兴瓦尔特是奥地利下奥地利州维也纳城郊县的一个市镇。总面积13.4平方公里，总人口638人，人口密度47.6人/平方公里（2005年）。